# Cély
Cély este o comună franceză, situată în departamentul Seine-et-Marne, în regiunea Île-de-France.

## Geografie

### Localizare

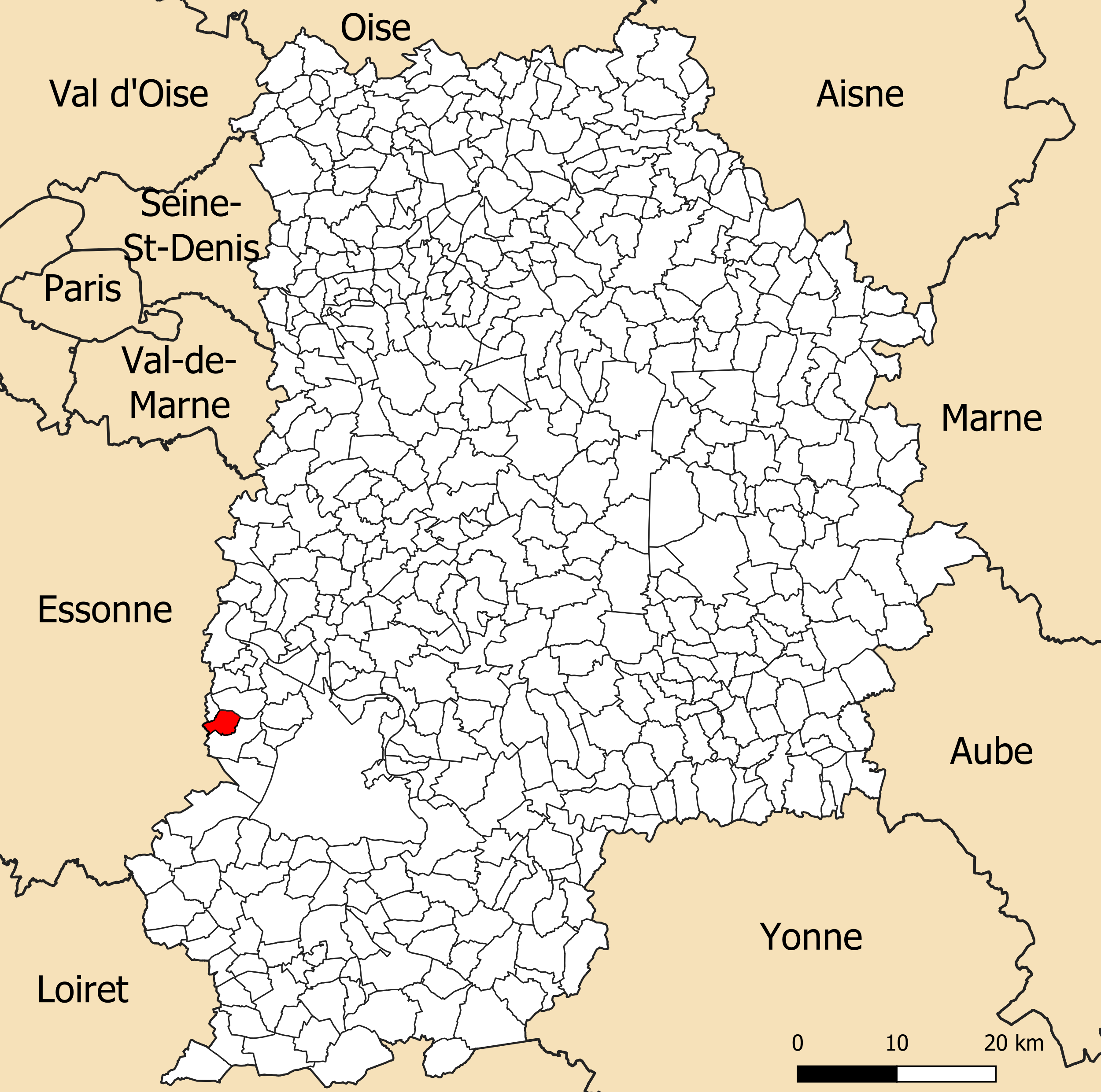
Localizarea comunei Cély în departamentul Seine-et-Marne.

Comuna Cély se află în sud-vestul departamentului Seine-et-Marne, în regiunea Île-de-France, și în nord-estul regiunii naturale Gâtinais.
Aceasta se află la 14,70 km pe șosea de Melun, reședința departamentului, și la 17,24 km de Fontainebleau, subprefectură.

### Comunele limitrofe
Cele mai apropiate comune sunt: Fleury-en-Bière (1,8 km), Saint-Germain-sur-École (2,4 km), Perthes (2,7 km), Soisy-sur-École (3,3 km), Saint-Martin-en-Bière (3,6 km), Dannemois (4,1 km), Saint-Sauveur-sur-École (4,3 km), Courances (4,7 km).
| Soisy-sur-École (Essonne) | Saint-Germain-sur-École | Perthes         |
| Dannemois (Essonne)       |                         |                 |
| Courances (Essonne)       |                         | Fleury-en-Bière |

### Relief și geologie
Teritoriul comunei Cély se află în sudul Bazinului parizian, mai exact în nordul regiunii naturale Gâtinais și în partea vestică a câmpiei Bière. Această câmpie reprezintă partea de nord-est a regiunii Gâtinais și este delimitată la nord și la vest de râul École, la est de Sena și la sud de pădurea Fontainebleau.
Geologic, comuna Lieusaint este integrată în bazinul parizian, care este o regiune geologică sedimentară. Toate terenurile aflorante din comună provin din era geologică Neozoică (acoperind perioadele geologice de la Paleogen până la Cuaternar).

### Hidrografie

#### Rețeaua hidrografică

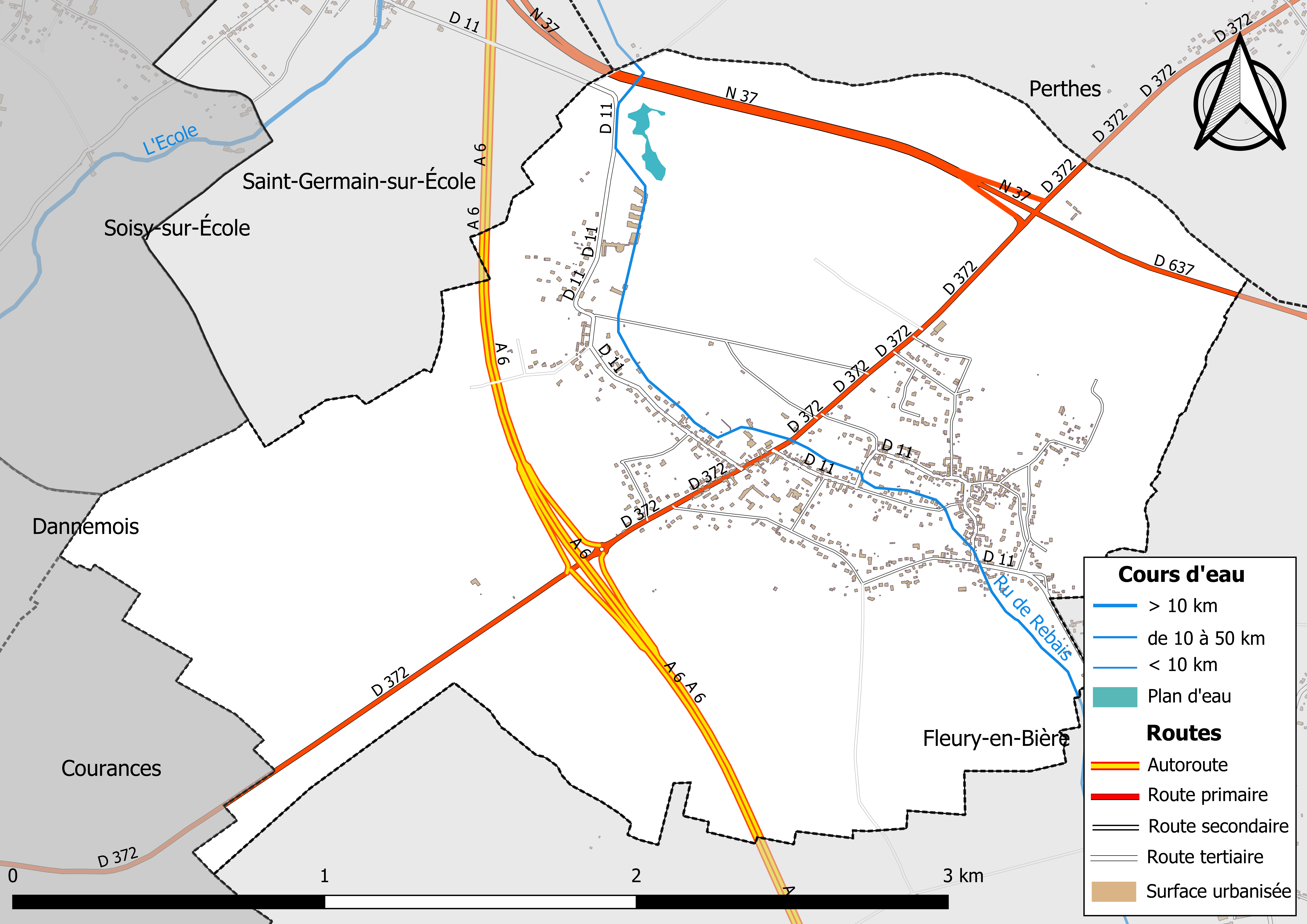
Hartă a rețelelor hidrografice și rutiere din Cély.

Rețeaua hidrografică a comunei este formată dintr-un singur curs de apă înregistrat: pârâul Rebais, cu o lungime de 9,27 km, afluent al râului École.
Lungimea totală a cursurilor de apă din comună este de 6,64 km.

### Climă
În 2010, clima comunei este de tipul climatului oceanic degradat al câmpiilor din Centru și Nord, conform unui studiu al Centrului Național de Cercetare Științifică (CNRS) pe baza unui set de date care acoperă perioada 1971-2000 bazat pe o serie de date din perioada 1971-2000. În 2020, Météo-France a publicat o tipologie a climatului pentru Franța metropolitană, în care comuna este expusă unui climat oceanic și se află în regiunea climatică Sud-vest a bazinului Parisian, caracterizată printr-o ploaie redusă, în special primăvara (120-150 mm) și o iarnă rece (3,5 °C).
Pentru perioada 1971-2000, temperatura anuală medie este de 11,3 °C, cu o amplitudine termică anuală de 15,8 °C. Cumulul anual mediu de precipitații este de 686 mm, cu 10,9 zile de precipitații în ianuarie și 7,5 zile în iulie. Pentru perioada 1991-2020, temperatura medie anuală observată la stația meteorologică Météo-France cea mai apropiată, situată în comuna Nainville-les-Roches la 8 km distanță, este de 11,5 °C, iar cumulul anual mediu de precipitații este de 702,3 mm.

### Mediu natural și biodiversitate

#### Zone protejate
Protecția reglementată este cea mai puternică metodă de intervenție pentru conservarea spațiilor naturale remarcabile și a biodiversității asociate acestora. În acest context, comuna face parte dintr-o zonă protejată: Parcul Natural Regional Gâtinais Français, creat în 1999, cu o suprafață de 75.567 ha. Bogat în habitate naturale, floră și faună, acesta reprezintă un element esențial al Arcului sud-francilian al continuităților ecologice (în special pentru spațiile naturale deschise și circulația faunei mari).
Rezervația biosferei „Fontainebleau și Gâtinais”, creată în 1998, cu o suprafață totală de 150.544 ha, este de asemenea prezentă pe teritoriul comunei. Această rezervație a biosferei, caracterizată printr-o mare biodiversitate, include trei mari ansambluri: o mare parte vestică dominată de agricultură, emblematica pădure Fontainebleau în centru și Valea Senei la est. Structura de coordonare este Asociația Rezervației Biosferei Fontainebleau și Gâtinais, care include un consiliu științific și un Consiliu pentru Educație, unic printre Rezervațiile de biosferă din Franța.

## Urbanism

### Tipologie
La 1 ianuarie 2024, Cély este clasificată drept târg rural, conform noii grile comunale de densitate cu șapte niveluri definită de INSEE (Institutul Național de Statistică și Studii Economice) în 2022. Aceasta aparține unității urbane a Parisului, o aglomerație inter-departamentală care cuprinde 407 comune, dintre care face parte ca o comună din suburbii. În plus, comuna face parte din aria metropolitană a Parisului, fiind una dintre comunele de la periferie, această zonă reunind 1.929 de comune.

### Utilizarea terenurilor
Utilizarea terenurilor din comună, conform bazei de date europene privind ocuparea biogeofizică a solurilor Corine Land Cover (CLC), se caracterizează prin predominanța teritoriilor agricole (50,5 % în 2018), în creștere față de 1990 (47,1 %). Distribuția detaliată în 2018 este următoarea: terenuri arabile (40,56 %), păduri (21,40 %), zone urbanizate (18,72 %), zone agricole eterogene (9,90 %), spații verzi artificializate, neagricole (9,43 %).

### Căi de comunicație și transporturi
Teritoriul comunei este traversat de la nord la sud de autostrada A6. Nodul rutier nr. 13, situat în centrul comunei, este accesibil prin drumul departamental D 372.
Drumul național 37, care lega autostrada A6 de drumul național 7 în direcția Fontainebleau, este acum redus la o secțiune scurtă de 2 km între nodul rutier al A6 și D 372, traversând partea de nord-est a teritoriului comunei Cély.
Mai multe drumuri departamentale conectează Cély cu comunele vecine:
- D 11, spre nord în direcția Perthes și spre sud-est în direcția Fleury-en-Bière;
- D 372, spre nord-est în direcția Perthes și spre sud-vest în direcția Courances;
- D 637, care continuă N 37 spre est, în direcția Fleury-en-Bière.

## Toponimie
Numele localității este menționat sub diferite forme de-a lungul timpului: Celliacum în 1258 și 1284; Ceeli în 1294; La ville de Celli în 1367; Celli în 1384; Ceilli în 1385; La ville de Selly în 1389; Seli în 1437; Celly en Biere în secolul al XV-lea; Selly și Seilly în 1545; Chelly en Biere în 1607.

## Istorie
Construirea castelului din Cély datează din anii 1430, la inițiativa lui Jacques Cœur, un negustor francez renumit pentru faptul că a fost unul dintre primii francezi care au stabilit relații comerciale cu țările din Levant.
În 1899, Tramway Sud de Seine-et-Marne (TSM) a fost inaugurat și lega Melun de Barbizon. Începând cu 1910, i s-a adăugat linia Chailly - Milly, permițând astfel locuitorilor din Cély să beneficieze de serviciile „Tacot”-ului. Cinci locomotive tractând două până la cinci vagoane „verde vagon” efectuau zilnic trei curse dus-întors. O călătorie până la Melun în clasa a 2-a costa un franc. Linia a fost închisă în 1938, dar gara și drumul rural al fostei căi ferate au rămas.
În secolul al XIX-lea, comuna, care număra aproximativ cinci sute de locuitori, avea ca activitate principală cultivarea pomilor fructiferi, în special a cireșilor.
În 1972, comuna a fost afiliată cantonului Perthes, la momentul creării acestuia. În urma reorganizării cantonale din 2014, face parte din cantonul Fontainebleau.

## Populația și societatea

### Date demografice
Evoluția numărului de locuitori este cunoscută prin recensămintele populației efectuate în comuna respectivă începând din 1793. Pentru comunele cu mai puțin de 10 000 de locuitori, un recensământ al întregii populații este realizat la fiecare cinci ani, populațiile legale pentru anii intermediari fiind estimate prin interpolare sau extrapolare.
În 2021, comuna număra 1241 locuitori, în creștere cu +7,73 % față de 2015 (Seine-et-Marne: +3,45 %, Franța fără Mayotte: +1,84%).
| An        | 1793 | 1821 | 1841 | 1856 | 1876 | 1886 | 1901 | 1921 | 1936 | 1962 | 1982 | 2006 | 2014 | 2021 |
| --------- | ---- | ---- | ---- | ---- | ---- | ---- | ---- | ---- | ---- | ---- | ---- | ---- | ---- | ---- |
| Populație | 487  | 575  | 544  | 559  | 513  | 525  | 506  | 426  | 435  | 441  | 822  | 1089 | 1156 | 1241 |

## Cultură locală și patrimoniu

### Locuri și monumente

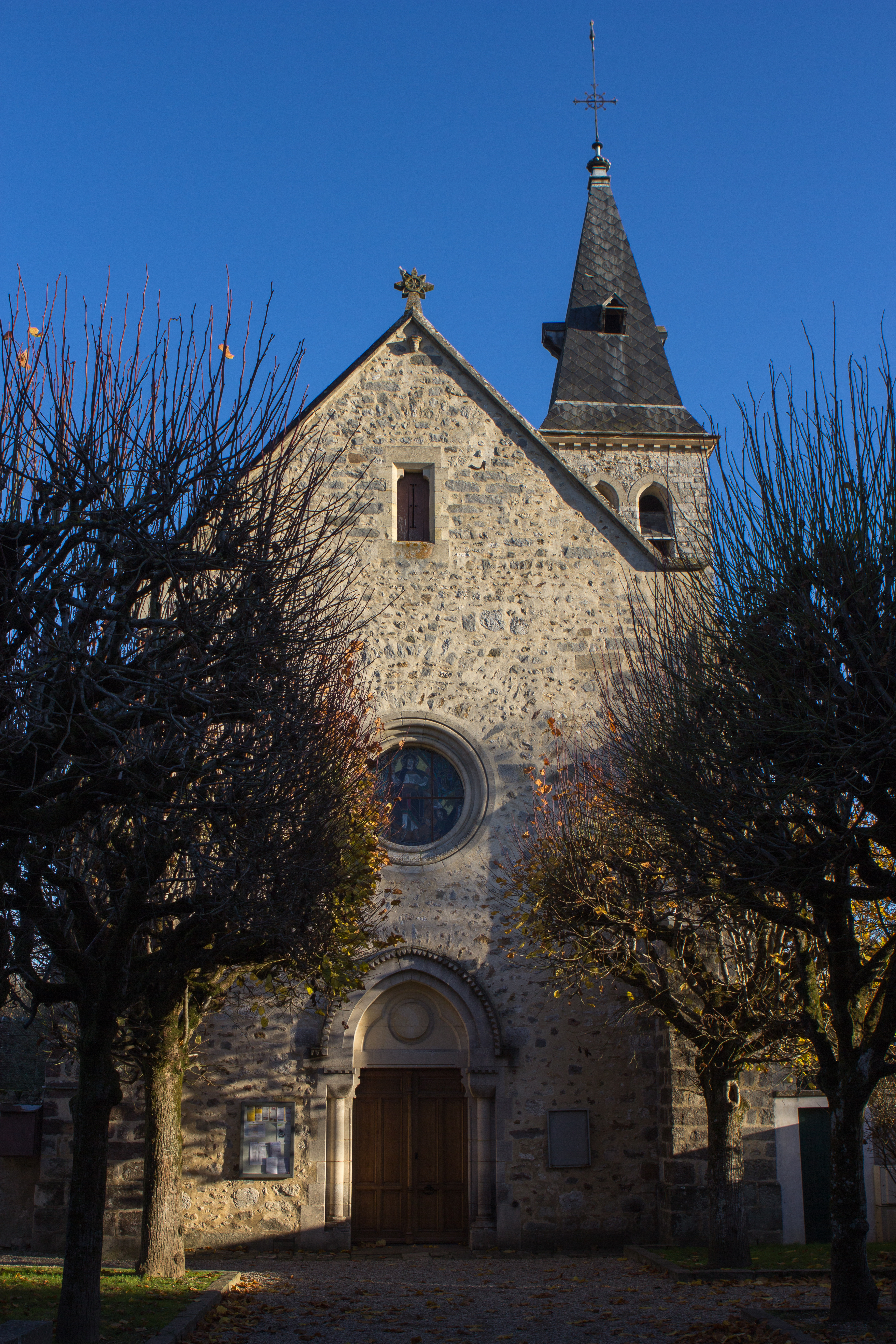
Biserica Saint-Étienne.

- Biserica Saint-Étienne (secolul al XIII-lea): Se remarcă printr-o navă și un singură colaterală în stil gotic cu bolți ogivale. Vitraliile datează din secolul al XV-lea. Gardul de lemn este din perioada Renașterii, iar stâlpii funerari și statuile de piatră sunt din secolul al XVI-lea.
- Moara din Choiseau (secolul al XVII-lea): Parțial clasată ca monument istoric din 1985[53].
- Castelul din Cély și terenul său de golf.
- Atelierul de artă din Cély: Atelier de gravură și galerie aparținând Carolinei Delépine.
- Un pod amenajat peste Rebais, donat comunei de primarul Rémy-Pierre Baux, însoțit de un lavoir situat mai jos.

## Personalități
- Amans-Alexis Monteil (1769-1850), istoric, a murit aici.
- Madeleine Vionnet (1876-1975), mare creatoare de modă franceză, a deținut o casă pe rue du Bois Baudoin, pe care a vândut-o lui Jacques Griffe[54].
- Pierre Palmade (1968-), actor și umorist francez, a deținut o casă aici între 2017 și 2023[55].